# Hipparion
 (septembre 2018).
Si vous disposez d'ouvrages ou d'articles de référence ou si vous connaissez des sites web de qualité traitant du thème abordé ici, merci de compléter l'article en donnant les références utiles à sa vérifiabilité et en les liant à la section « Notes et références ».
Genre
Hipparion est un genre fossile d'équidés, dont les restes fossiles sont connus en Amérique du Nord, en Europe, en Asie et en Afrique dans des terrains qui vont du milieu du Miocène au milieu du Pléistocène.

## Un cheval qui connut une grande réussite
L'extraordinaire succès de ce cheval dans l'évolution est attesté par l'abondance extrême des restes fossiles attribués à ce genre et à la vaste couverture spatio-temporelle dans laquelle ont été retrouvés les squelettes. L'hipparion, en effet, a été un des herbivores les plus répandus de son temps. Avec en moyenne une hauteur de 1,4 mètre au garrot, l'hipparion ressemblait beaucoup à un cheval actuel, mais comme ses ancêtres Mesohippus et Merychippus il possédait encore trois doigts, dont le doigt médian était de loin le plus développé. Il s'agit donc d'une branche collatérale qui a connu une grande réussite dans la longue histoire de l'évolution des équidés, mais qui s'est pourtant éteinte sans laisser de descendance.
Parmi les différences entre l'hipparion et le cheval actuel, le premier possédait un os trapèze et un rudiment de cinquième os métacarpien, dont le deuxième est dépourvu.

## Diversification des formes

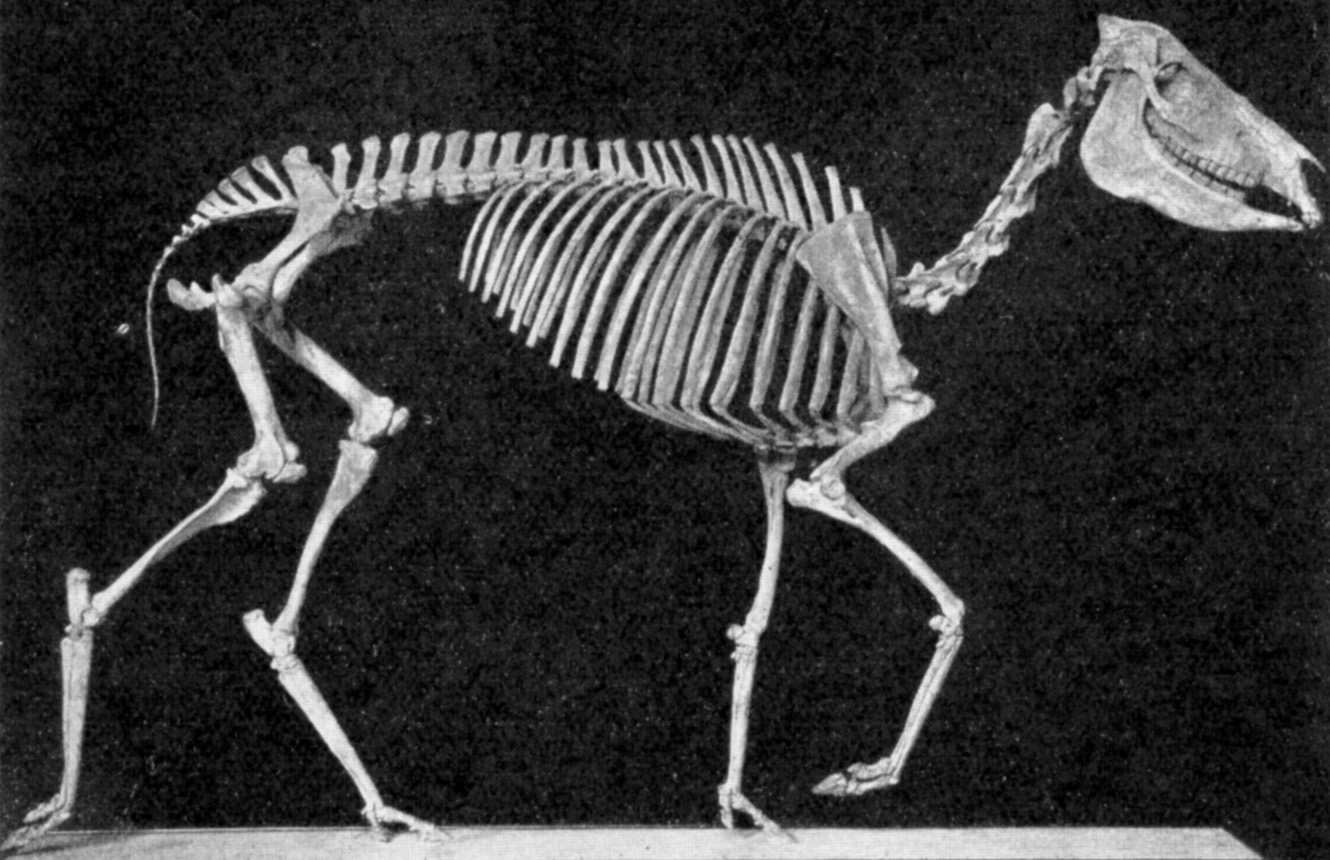
Squelette d'Hipparion.

Les dents de l'hipparion possèdent des replis compliqués d'émail, caractéristiques d'une évolution avancée. Le crâne présente des fossettes préorbitales avec un développement différent selon les espèces, et on connaît quelques exemples dont la forme des os du nez peut faire penser à la présence d'une courte trompe. Ces formes ont été réunies dans un genre particulier, les Proboscidipparion, caractéristiques de l'Asie de la fin du Pliocène et du début du Pléistocène. Quelques paléontologues, en effet, proposent de subdiviser les très nombreuses espèces d'hipparions connues en davantage de genres distincts, mais la systématique de ce groupe est assez peu claire.

## Migrations à travers des continents

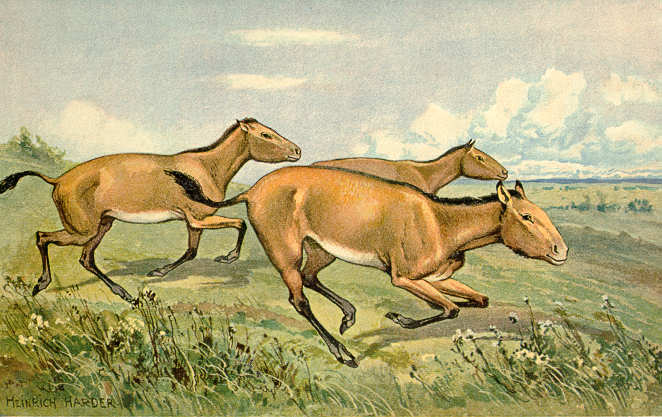
Peinture dHipparion.

L'hipparion présente un intérêt chronologique considérable puisque, il y a environ 11 Ma, il a migré à travers l'isthme de Béring pour aller coloniser l'Eurasie et l'Afrique avec une rapidité exceptionnelle, favorisé par le fait que de nouveaux milieux de prairie étaient en train de remplacer les grandes forêts. L'arrivée de ces animaux dans l'Ancien Monde a marqué une étape fondamentale dans histoire des paléofaunes, et il est possible que cette grande vague datant du Miocène moyen ait été suivie par d'autres. L'Inde, isolée par des chaînes de montagne, fut colonisée par les hipparions plus tard, il y a environ 9,5 millions d'années. Le déclin des hipparions et des genres similaires se produisit au cours du Pliocène, lorsque les chevaux monodactyles plus développés, comme Dinohippus et Equus, firent leur apparition et supplantèrent les chevaux tridactyles.

## Origine du mot
Le mot hipparion est un néologisme scientifique attesté en 1843 dans le lexique français, par simple emprunt au mot grec ancien signifiant "petit cheval", afin de mieux désigner différents fossiles de mammifères périssodactyles, proches des équidés, recueillis et étudiés par les paléontologues, dans les couches sédimentaires de l'ère tertiaire. Devenu populaire par diverses œuvres d'art, il est cité en 1873 dans le dictionnaire Larousse.